# Petro Franko
Petro Iwanowycz Franko (ur. 21 czerwca 1890 w Nahujowicach, zm. 28 czerwca 1941) – ukraiński pedagog i pisarz, pilot wojskowy, jeden z twórców Płastu.

## Życiorys
Był synem dra Iwana Franki. Ukończył Politechnikę Lwowską.
W latach 1911–1914 był nauczycielem wychowania fizycznego w filii gimnazjum ukraińskiego we Lwowie. Jesienią 1911 rozpoczął organizowanie kół Płastu w szkole, w której uczył. W 1913 wydał książkę „Płastowe gry i zabawy”.
Od 1914 w randze porucznika dowodził sotnią Legionu Ukraińskich Strzelców Siczowych, w 1916 ukończył cesarsko-królewską szkołę lotniczą w Zagrzebiu. Od 1918 w stopniu kapitana zarządzał intendenturą lotnictwa UHA, aż do internowania w 1920.
Od 15 września 1926 do 31 sierpnia 1927 pracował jako nauczyciel w państwowym gimnazjum im. Króla Kazimierza Jagiellończyka w Kołomyi. W latach 1922–1930 był nauczycielem gimnazjum ruskiego w Kołomyi, od 1931 do 1936 przebywał w ZSRR, pracował w Instytucie Chemii Doświadczalnej w Charkowie. Od 1936 do 1939 pracował jako nauczyciel we Lwowie i Jaworowie.
Po agresji ZSRR na Polskę i okupacji Lwowa przez Armię Czerwoną był wykładowcą Instytutu Handlu Sowieckiego we Lwowie. Od 1940 był delegatem do Rady Najwyższej USRR.
Był autorem wielu powieści dla młodzieży, oraz książki o ojcu - „Iwan Franko z bliska”.
Po ataku III Rzeszy na ZSRR, w czerwcu 1941 został aresztowany przez NKWD wraz z żoną i wywieziony ze Lwowa na wschód. Jedna z wersji jego śmierci podaje, że zginął zastrzelony w czasie próby ucieczki z pociągu na stacji Proszowa koło Tarnopola. Inna wersja podaje, że zginął w więzieniu NKWD w lecie 1941.